# Brian Markinson
Brian Markinson é um ator canadense que atua no cinema e na televisão. Atuou como chefe de polícia Bill Jacobs em Da Vinci's Inquest e Da Vinci's City Hall. Também atuou em Continuum, Arctic Air, Traveler, NCIS, The L Word, NYPD Blue, Psych, Supernatural, Touching Evil, Taken, Dark Angel, UC: Undercover, Stargate SG-1, Star Trek: The Next Generation, Star Trek: Deep Space Nine, Star Trek: Voyager, The X-Files, Millennium, Mad Men, Fargo e Lucky 7. Em 2007, atuou no filme Charlie Wilson's War.